# Charaxes maritima
Charaxes maritima är en fjärilsart som beskrevs av Van Someren 1966. Charaxes maritima ingår i släktet Charaxes och familjen praktfjärilar. Inga underarter finns listade i Catalogue of Life.